# والتر إم. روبرتسون
والتر إم. روبرتسون (بالإنجليزية: Walter M. Robertson)‏ هو جندي أمريكي، ولد في 15 يونيو 1888 في مقاطعة نيلسون في الولايات المتحدة، وتوفي في 22 نوفمبر 1954 في سان فرانسيسكو في الولايات المتحدة.